# Ipomoea microsepala
Ipomoea microsepala es una especie fanerógama de la familia Convolvulaceae.

## Clasificación y descripción de la especie
Enredadera robusta, voluble, algo lignescente, perenne; tallo ramificado, liso o estriado; hoja ovada, de 1 a 7.5 cm de largo, de 0.7 a 6.3 cm de ancho, ápice agudo, acuminado; inflorescencias con 1 a 14 flores; sépalos iguales, lanceolados, de 2 a 2.5 mm de largo, cartáceos, glabros;  corola con forma de embudo  (infundibuliforme),  de  1.8 a 2.7 cm de largo, amarilla; el fruto es una cápsula subglobosa, de 4 a 5.5 mm de diámetro, con 4 semillas, de alrededor de 2.3 mm de diámetro.

## Distribución de la especie
Especie endémica de México, que se distribuye en ambas vertientes. Se encuentra en los estados de Sinaloa, Durango, Nayarit, Jalisco, Colima, Michoacán, Veracruz, Guerrero y Oaxaca.

## Ambiente terrestre
Se distribuye en la Depresión del Balsas, la Sierra Madre del Sur, prosperando en zonas transicionales del bosque tropical caducifolio al encinar y en el bosque tropical caducifolio, generalmente se observa como ruderal a orilla de carreteras y caminos. Crece en una altitud que va de 50 a 1200 m s.n.m. Florece de septiembre a diciembre.

## Estado de conservación
No se encuentra bajo ningún estatus de protección.

## Importancia cultural y usos
Ornamental